# Жовтень 2000
Жовтень 2000 — десятий місяць 2000 року, що розпочався в неділю 1 жовтня та закінчився у вівторок 31 жовтня.

## Події
- 5 жовтня — президент Сербії Слободан Милошевич покинув свій пост після численних демонстрацій по всій країні та скасування підтримки зі сторони Росії.
- 11 жовтня — 950 000 м3 вугілля розлилось в окрузі Мартін, Кентуккі, США.
- 12 жовтня — вибух USS Cole — терористичний акт проти екіпажу есмінця «USS Cole».
- 27 жовтня — PlayStation 2 випущено у Північній Америці.